# 세팡

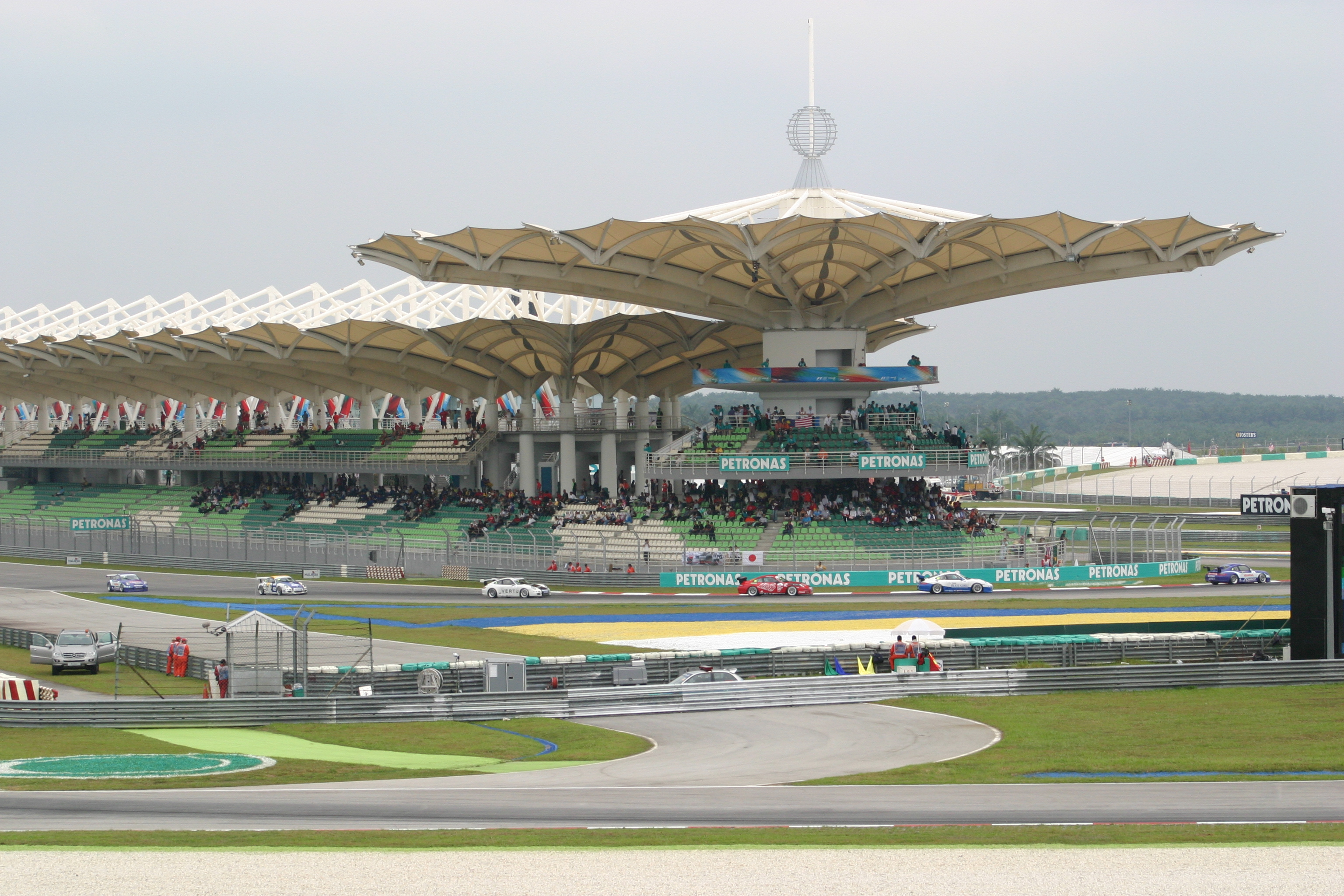

세팡(Sepang, 중국어: 雪邦)은 말레이시아 슬랑오르주에 위치한 도시로, 인구는 212,050명(2010년 기준), 면적은 612km2이다. 쿠알라룸푸르 국제공항과 세팡 인터내셔널 서킷(F1 말레이시아 그랑프리의 개최지)가 위치한다.